# Amager Strandpark
Amager Strandpark est une vaste plage et parc urbain côtier de Copenhague au Danemark situé à l'ouest de l'île de Amager. Il inclut 4,6 km de plage.
L'Amager Strandpark est fondé en 1934, il est réaménagé en 2005 avec la création d'une île artificielle de 2 km de long, séparée de la plage originelle par un lagon traversé par 3 ponts.